# Maritieme republieken

Geus en embleem van de Italiaanse marine met daarin de wapens van de vier belangrijkste Repubbliche Marineare, met de klok mee vanaf linksboven: Venetië, Genua, Pisa en Amalfi.

Handelsvlag van Italië

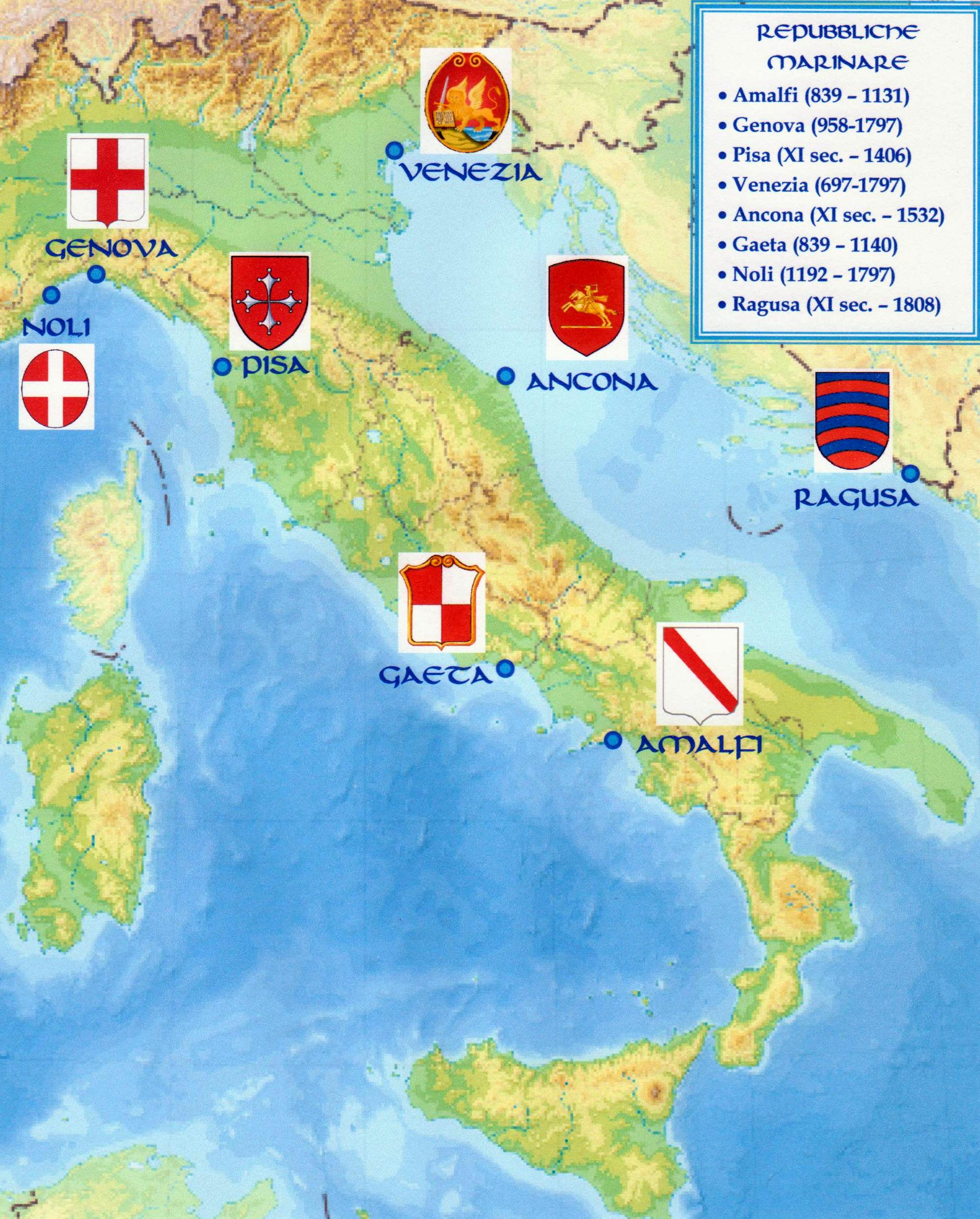
Maritieme republieken

De maritieme republieken (Italiaans: repubbliche marinare) waren acht belangrijke stadstaten die bloeiden in de middeleeuwen in Italië en Dalmatië.
De stadstaten waren republieken in de zin dat ze formeel onafhankelijk waren, hoewel de meeste ontstaan waren uit grondgebied dat ooit onder het Byzantijnse Rijk viel, met uitzondering van Genua en Pisa. Al deze steden hadden een overheid waarin kooplieden een grote rol speelden.
De maritieme republieken hadden een essentiële rol in de kruistochten. Ze leverden schepen voor troepentransport en ondersteuning, maar profiteerden vooral op politiek en handelsgebied. De Vierde Kruistocht, bedoeld om Jeruzalem te bevrijden, resulteerde in de verovering van Zara en Constantinopel door Venetië.
Elk van de maritieme republieken had op een bepaald punt overzeese gebiedsdelen in bezit, waaronder veel eilanden in de Middellandse Zee, waaronder vooral Sardinië en Corsica, land aan de Adriatische Zee en in het Nabije Oosten en Noord-Afrika.

## De acht zeerepublieken
De belangrijkste vier zijn Amalfi, Pisa, Genua en Venetië. De wapens van deze steden komen voor in de vlag van de Marina Militare, de Italiaanse marine. Deze staten wedijverden zowel militair als commercieel met elkaar. Van de 10e tot de 13e eeuw bouwden deze steden vloten ter bescherming van de handelsroutes in de Middellandse Zee en de steden zelf. In hun onderlinge strijd maakten ze deel uit van wisselende allianties en oorlogen.
Deze vier klassieke maritieme republieken worden altijd in de volgorde hierboven genoemd, naar de volgorde van hun periode van dominantie. Er hebben nog vier maritieme republieken bestaan in Italië, hoewel niet minder en minder prominent. Dat waren Noli in Ligurië, Gaeta in Latium, Ancona in de Marken en Ragusa in Dalmatië.

### Republiek Amalfi

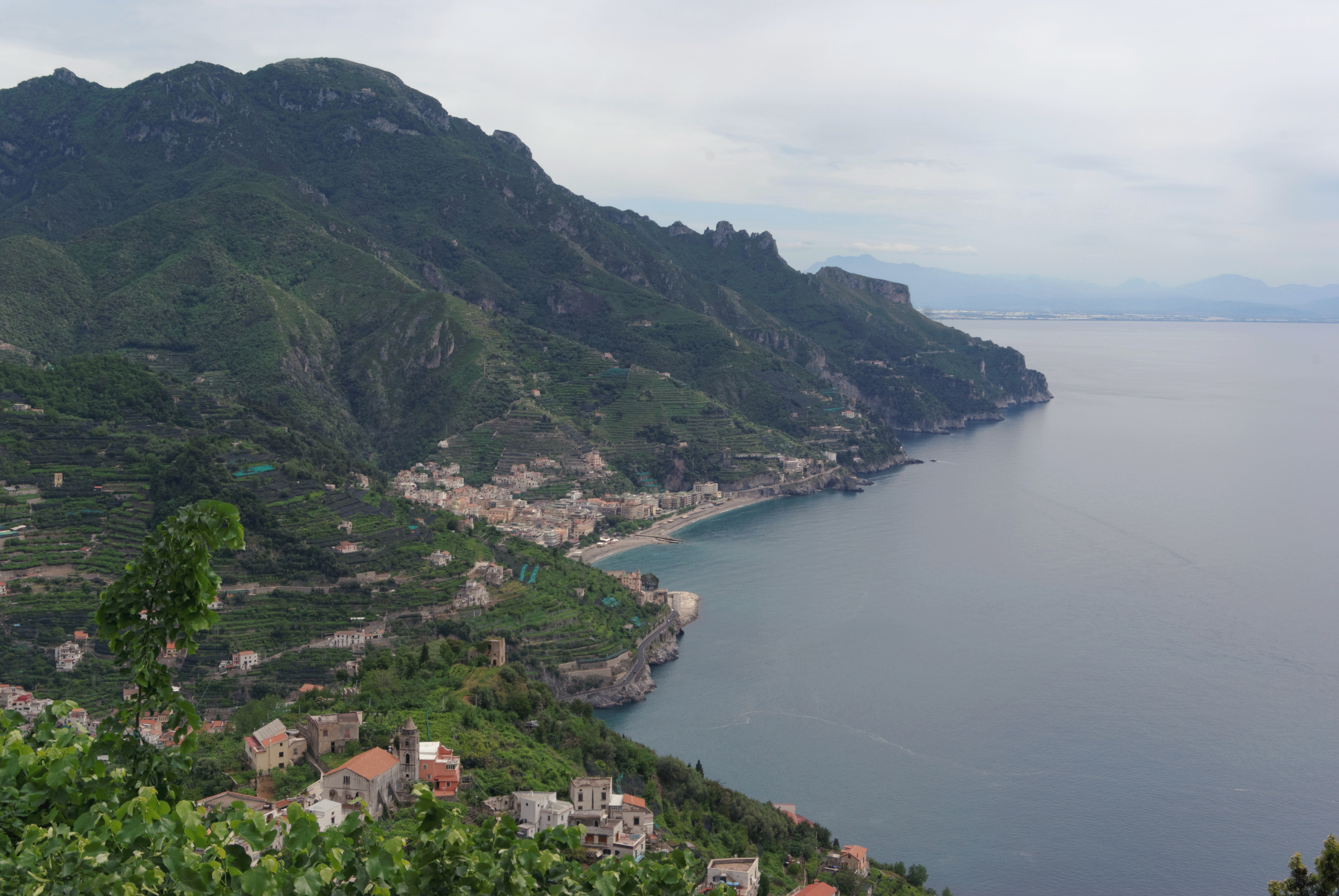
De Amalfikust

De Italiaanse heroveringen tijdens de Gotische Oorlog van de Oost-Romeinse keizer Justinianus van 535 werden al snel ongedaan gemaakt door de expansie van het Longobardische Rijk in Noord-Italië, waarbij het grootste deel van het exarchaat Ravenna veroverd werd. Het Byzantijnse Rijk behield slechts de controle over kleine stukken van Zuid-Italië en enkele kuststeden als Venetië, Napels, Amalfi en Gaeta.
De republiek Amalfi, de eerste van de maritieme republieken die op een internationaal plan belangrijk werd, had intensieve contacten met Byzantium en Egypte. De Amalfitaanse kooplieden wisten het monopolie op mediterrane handel aan de Arabieren te ontworstelen en stichtten in de 10e eeuw handelsbases in Zuid-Italië en het Midden-Oosten.
Een van de getuigenissen van de grootsheid van Amalfi is de Tabula de Amalpha of Tabula Amalphitana ("Zeerecht van Amalphi"), een codex van wetten die de hele middeleeuwen lang geldig bleef en de regels van het maritieme recht beschreef.
In 1135 en 1137 werd de republiek, die inmiddels door Rogier II van Sicilië was geannexeerd, geplunderd door de Pisanen, op een moment dat de republiek zwakker was door een natuurramp (overstromingen) en de verovering door Robert Guiscard zestig jaar eerder, in 1073. Deze klappen kwam Amalfi niet te boven en een snelle neergang begon. De rol van handelsmacht in de regio werd overgenomen door Napels en meer in het algemeen door Pisa.

### Republiek Pisa

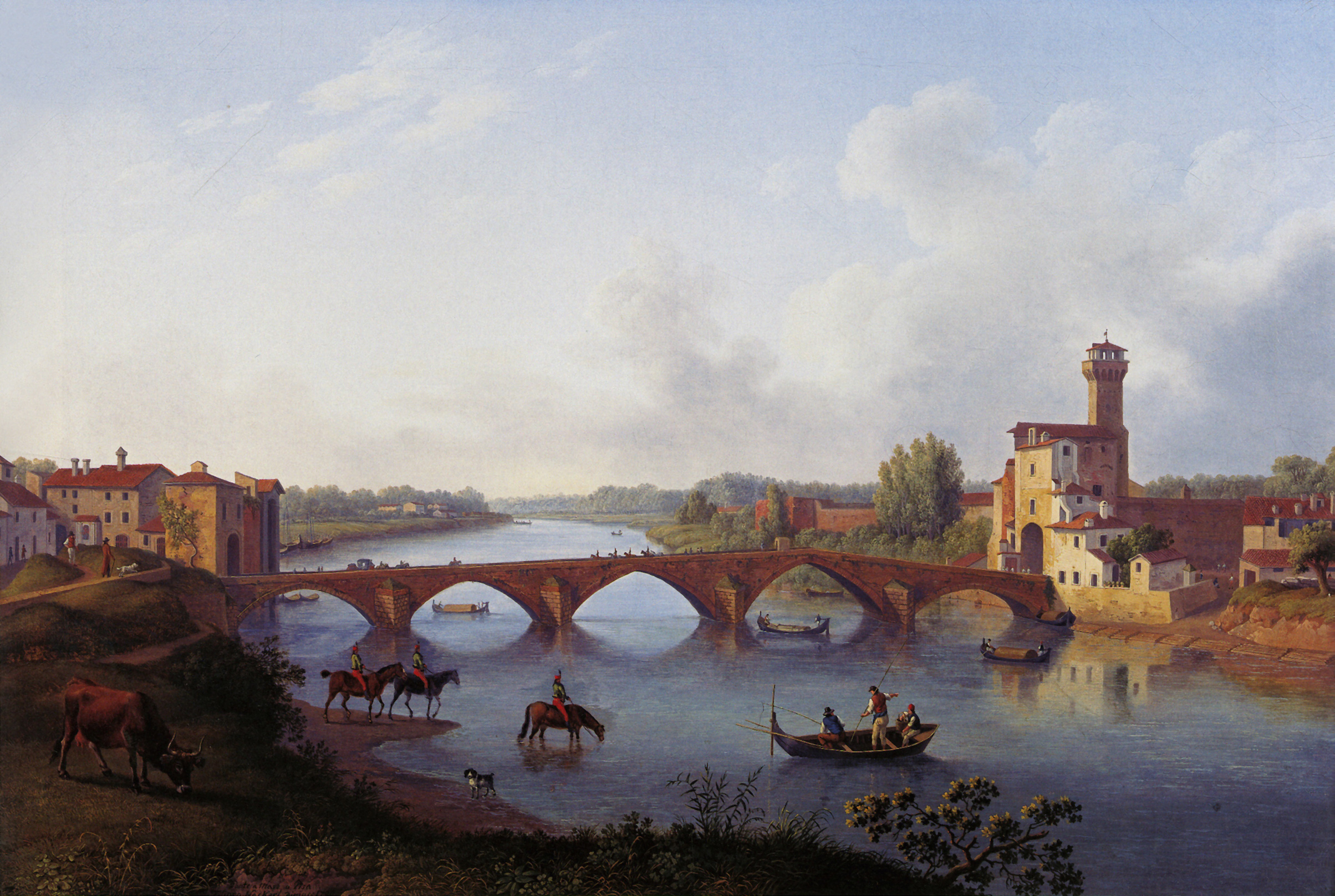
Negentiende-eeuws panorama van Pisa

In 1016 slaagden Pisa en Genua erin om, samen met bondgenoten, de Saracenen te verslaan en Corsica en Sardinië te veroveren. Daarmee verkregen ze de controle over de hele Tyrreense Zee. Een eeuw later "bevrijdden" de bondgenoten ook de Balearen.
De republiek Pisa rond de stad Pisa, die toen nog aan zee lag, aan de monding van de Arno, bereikte het hoogtepunt van zijn glorie in de 12e en 13e eeuw toen zijn schepen de westelijke Middellandse Zee beheersten. Aan het eind van de 13e eeuw verscherpte de rivaliteit met Genua zich, vooral omtrent de controle over Corsica en de gunsten van de Heilige Stoel en meer in het algemeen de controle over de Tyrreense Zee. Dit culmineerde in de zeeslag bij Meloria, die dramatisch afliep voor de Pisanen. Deze slag betekende het begin van het einde van de Pisaanse macht, alle aanspraken op Corsica liet men vallen en een deel van Sardinië werd aan Genua overgedragen in 1299.
Pisa was hierna gewoon een van de stadstaten van Toscane, eerst nog op het land fel wedijverend met Florence, maar zonder macht op zee.

### Republiek Genua

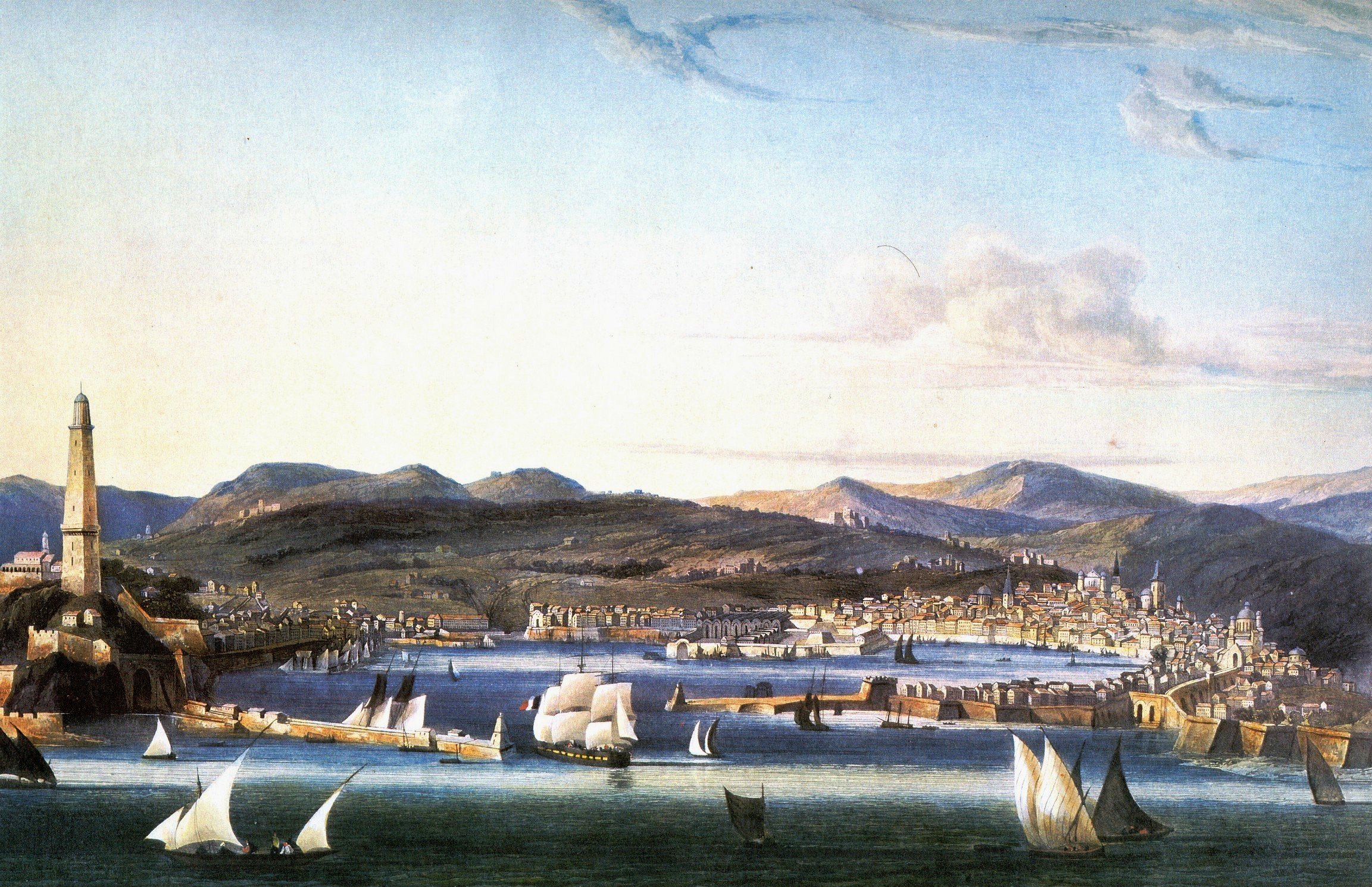
Negentiende-eeuws panorama van Genua

Genua herrees in het begin van de 11e eeuw, toen, na de verwoesting van de stad door de Saracenen, de inwoners zich weer naar de zee keerden. De belangrijke Genuese vloot zorgde ervoor dat de Heilige Roomse keizer de Genuese eisen om het herstel van de autonomie op legislatief en economisch gebied inwilligde.
Het bondgenootschap met Pisa zorgde ervoor dat de westelijke Middellandse Zee werd bevrijd van de Saraceense piraten en dat Corsica, Sardinië, de Balearen en Provenza werden heroverd.
Met het instellen van de Compagna Communis ("Gemeenschappelijke Compagnie") waartoe alle handelsconsortia (Compagne) behoorden, en waaraan ook de edelen van de aangrenzende valleien zich verbonden, werd de geboorte van de Genuese Republiek een feit.
Door de deelname aan de Eerste Kruistocht kwam de comune in een goed vaarwater terecht. De deelname zorgde voor veel privileges en de Genuezen vestigden zich op meerdere plekken in het heilige land. De republiek had haar hoogtepunt in de 13e en 14e eeuw, nadat het Verdrag van Nymphaeum getekend was met de Byzantijnse keizer Michaël VIII van Byzantium, waarmee de Venetianen ontdaan werden van hun toegang tot de handelsroutes van de Zwarte Zee. Iets later kwam de definitieve overwinning op aartsrivaal Pisa in de zeeslag bij Meloria van 1284. In 1298 werd bovendien de Venetiaanse vloot verslagen bij het Dalmatische eiland Korčula.
Vanaf 1350 gaat het met Genua bergaf. De pest zou via de Genuese schepen in 1347 binnengebracht zijn in Europa. De tweede grote oorlog met Venetië, die culmineerde in de slag bij Chioggia in 1372 was de genadeslag.
Na de trieste tussenperiode van de 15e eeuw, waarin pest en buitenlandse overheersing de stad teisterden, was er vanaf de bevrijding door Andrea Doria in 1528 een grote opleving, die ongeveer een eeuw duurde. De republiek, omgeven door sterkere buren als Frankrijk en Savoie, werd uiteindelijk veroverd door Napoleon in 1805 en geannexeerd door het Koninkrijk Sardinië in 1815. Hierdoor was het definitief gedaan met de economische voorspoed, wat de beste vaklieden en een groot deel van de plattelandsbevolking ertoe bracht naar de Amerika's te emigreren.

### Republiek Venetië

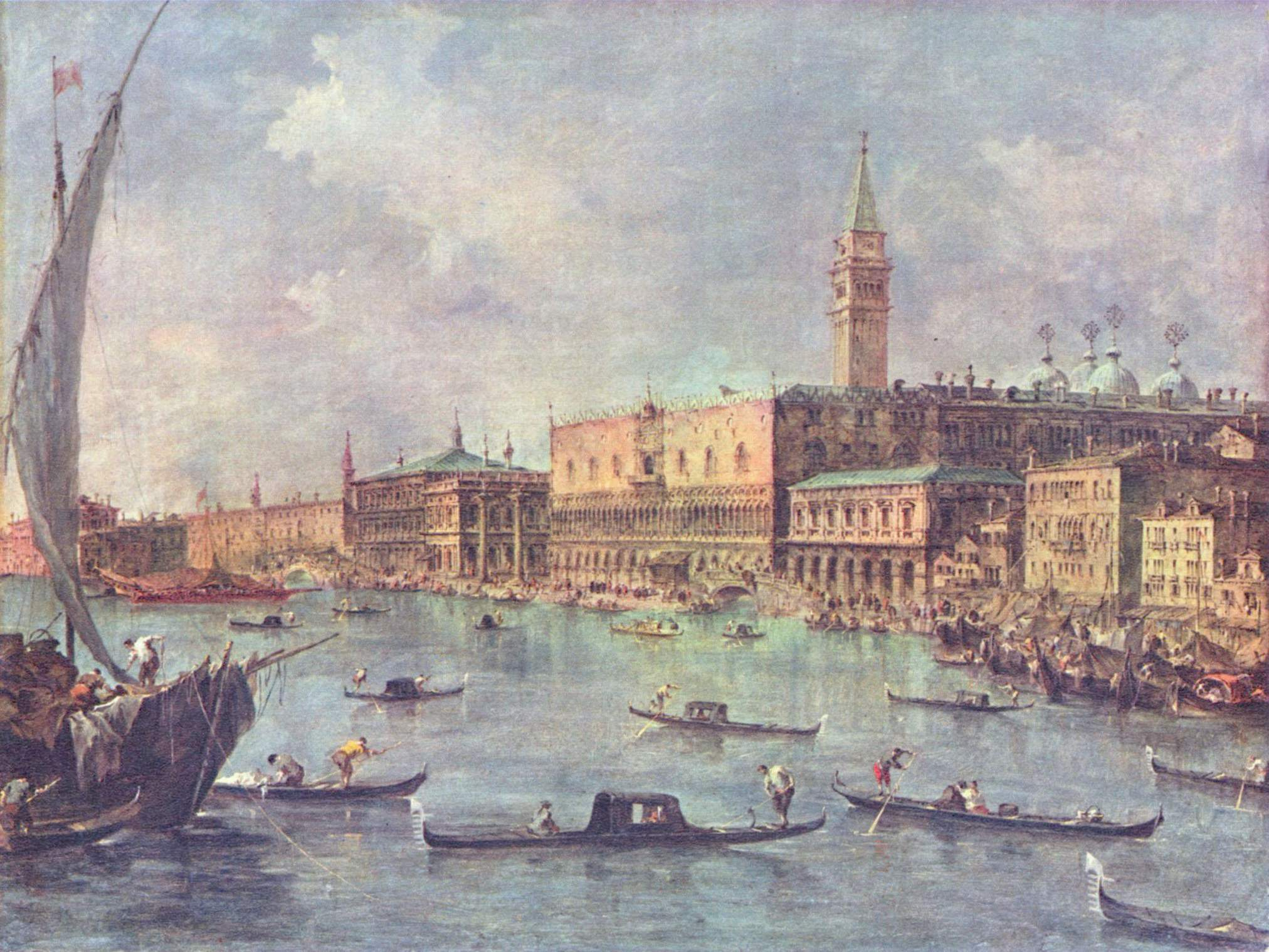
Achttiende-eeuws panorama van Venetië

De kracht van de republiek Venetië kwam door de handel op het Byzantijnse Rijk, waarvan het aanvankelijk formeel een onderdeel was, hoewel ze in realiteit onafhankelijk was. Venetië bleef ook daarna in een alliantie met het Byzantijnse Rijk in de strijd tegen de Arabieren en Noormannen.
Rond 1000 werden de piraten die de kusten van Istrië bezetten overrompeld en stond die regio onder Venetiaans bestuur.
In het begin van de 13e eeuw bereikte Venetië het hoogtepunt van zijn macht. Het controleerde de handelswegen van de Middellandse Zee en die naar het Oosten. Tijdens de Vierde Kruistocht kreeg Venetië de macht over de belangrijkste handelseilanden en gewesten van het Byzantijnse Rijk. De verwerving van de belangrijke havens Korfoe (1207) en Kreta (1209) garandeerde de handel die zich naar het Oosten uitbreidde en Syrië en Egypte bereikte, de uiteindelijke handelsbestemmingen.

### Republiek Ancona

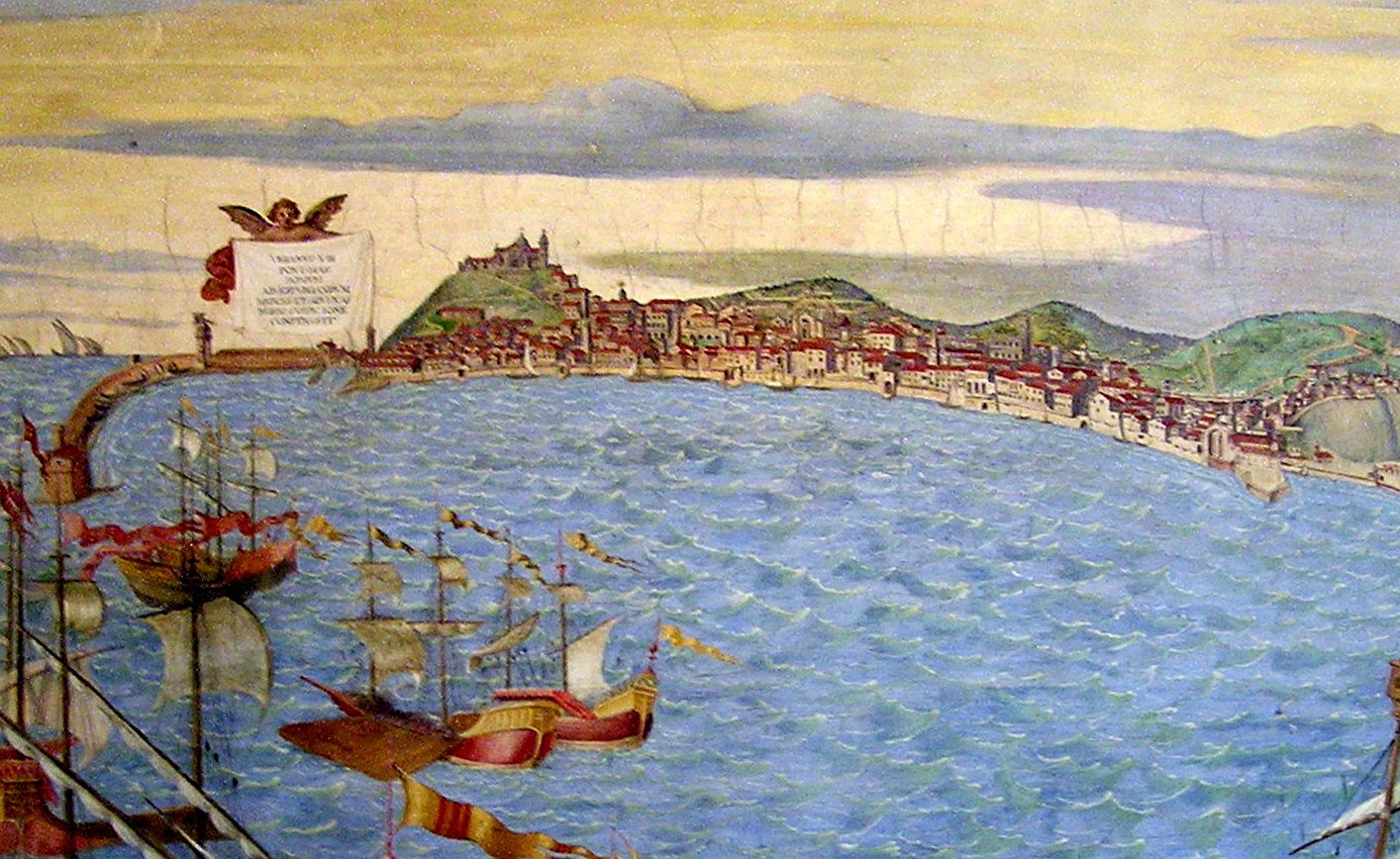
Zestiende-eeuws panorama van Ancona

De republiek Ancona was een zeemogendheid met eigen instellingen en bestuur, weliswaar onder pauselijke invloed.
Met het verwerven van méér stadsrechten, en dus méér onafhankelijkheid, bleef het markgraafschap Ancona toch met de paus verbonden. Formeel bepaalde paus Innocentius III dat het markgraafschap Ancona een provincie werd van de Pauselijke Staat (1210). Ancona behield een zekere autonomie wat bijdroeg tot de uitbouw als zeemogendheid.
Kolonies van Ancona werden gesticht van Valencia tot in de Zwarte Zee. De republiek Ancona bevocht regelmatig de Venetianen, hun directe concurrent voor de handel met het Oosten. Het ging vooral om handel in specerijen, zijde en timmerhout. Na de Val van Constantinopel (1454) verarmde Ancona. Met het verlies van kolonies aan de machtiger republiek Venetië, nam ook de greep van de paus op Ancona toe.

### Republiek Ragusa

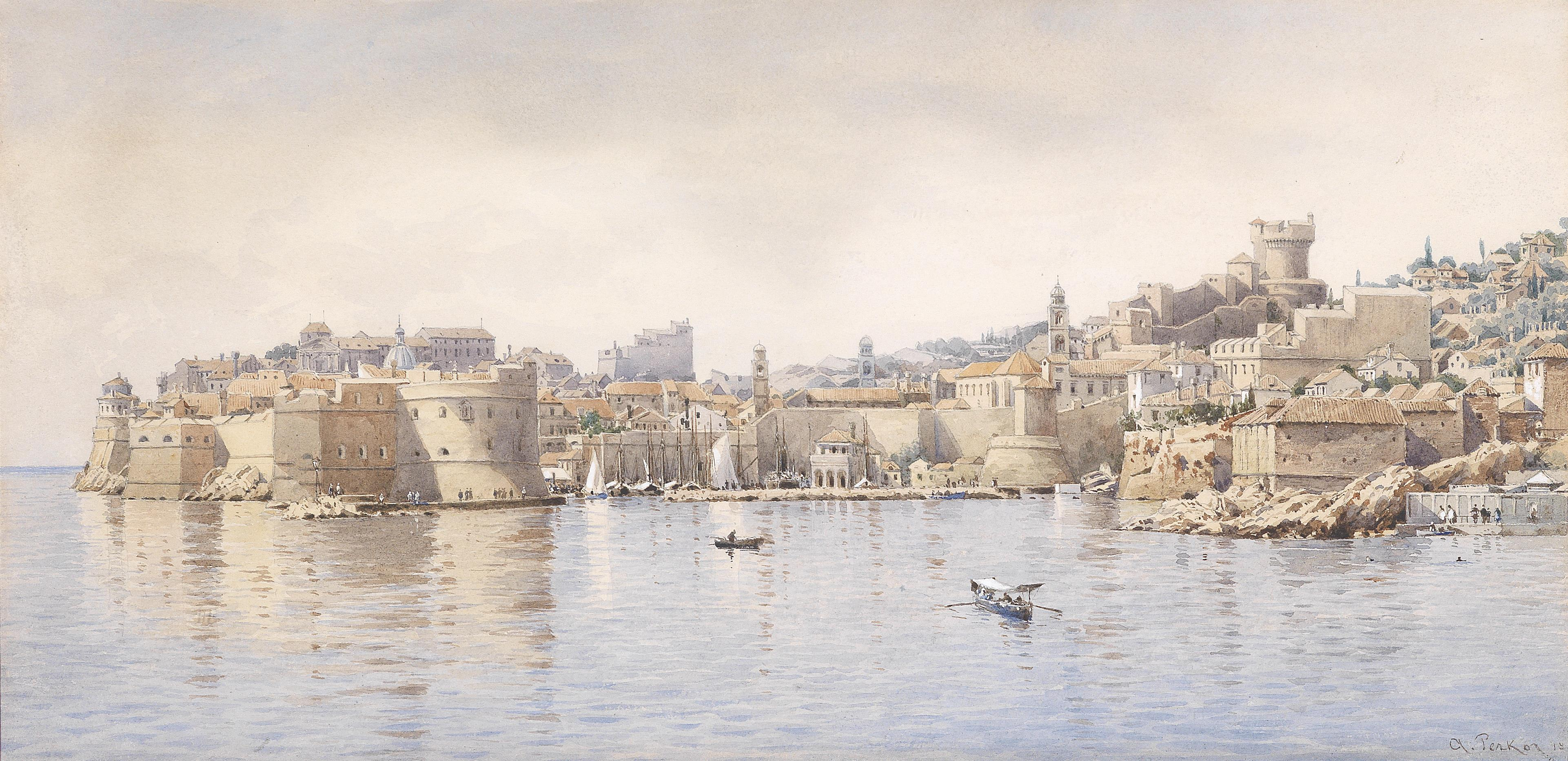
Negentiende-eeuws panorama van Ragusa

De Republiek Ragusa bij de Vrede van Zadar in 1358 werd de stad een vazalstaat van Hongarije. Onder Hongaars bestuur werd Ragusa volledig zelfbestuur verleend. De stad behoefde slechts een schatting aan de koning te betalen en Hongarije bij te staan met haar vloot. Aldus werd Ragusa een vrije stadstaat.
De Republiek Ragusa bereikte het hoogtepunt van haar macht en rijkdom in de 15e en de 16e eeuw, toen de zeemacht van Ragusa kon wedijveren met die van Venetië en andere maritieme republieken. Het motto van de stad, Libertas, stamt uit die tijd en verwijst naar de vrijhandel waarvan Ragusa sterk profiteerde.
In 1526 accepteerde Ragusa de opperheerschappij van de Ottomaanse sultan en betaalde hem tribuut. Een crisis in de Middellandse Zeehandel en een rampzalige aardbeving op 6 april 1667 maakten een einde aan de bloeiperiode van de republiek. De aardbeving verwoestte vele gebouwen en de rector kwam om. Hoewel Ragusa zich herstelde, was de republiek nadien slechts nog een schim van zijn vroegere zelf.

### Routes, pakhuizen en kolonies van de maritieme republieken

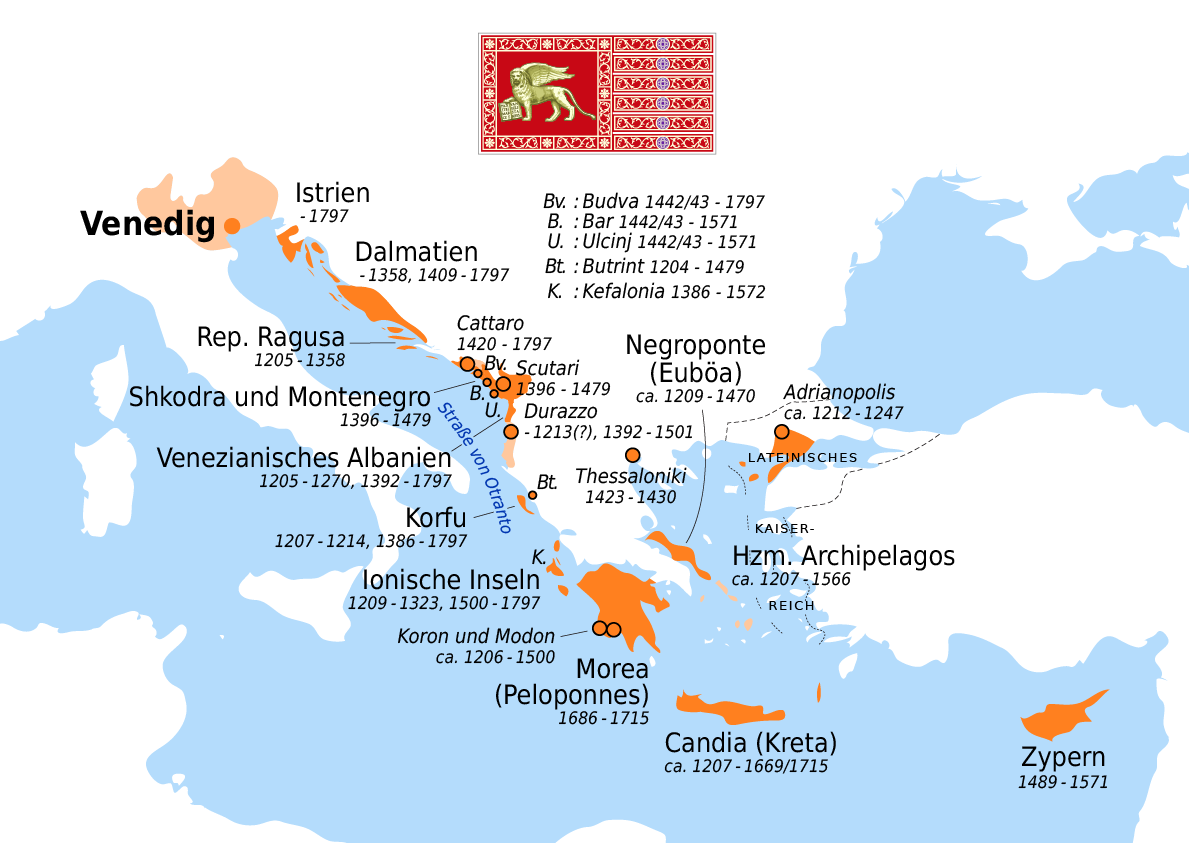
Venetië
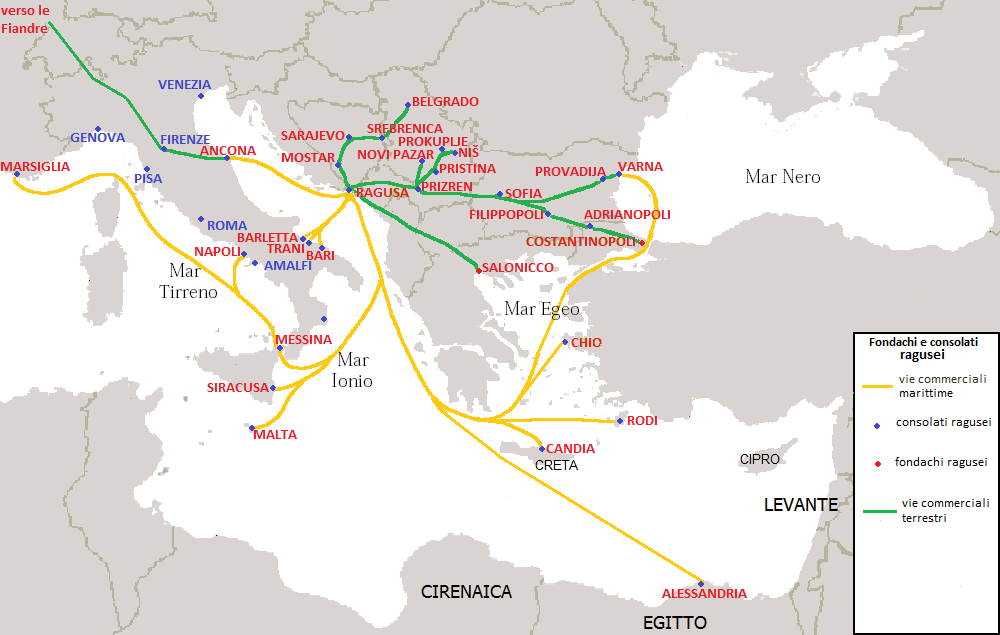
Ragusa
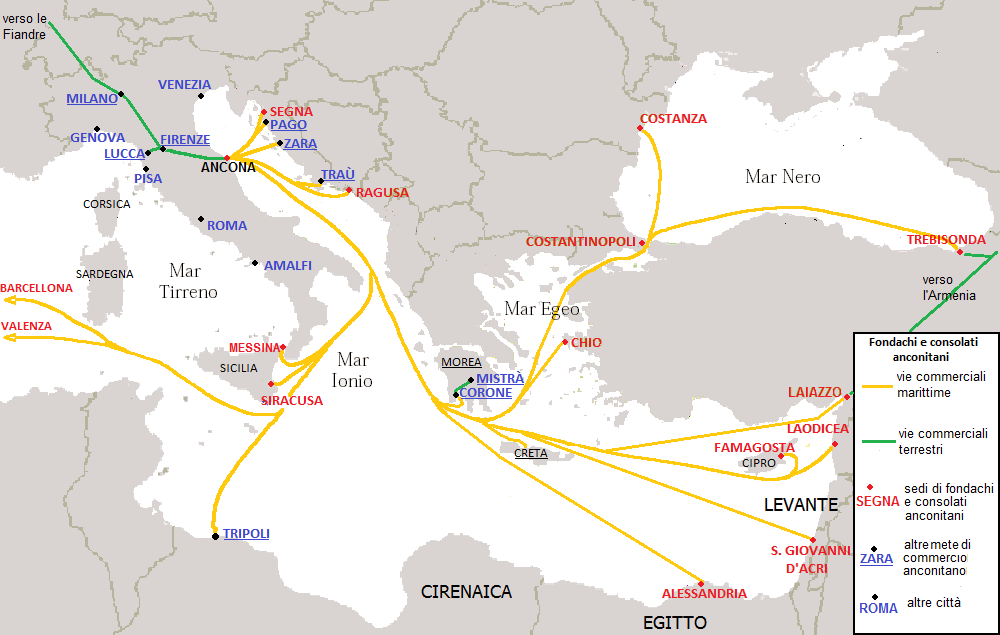
Ancona
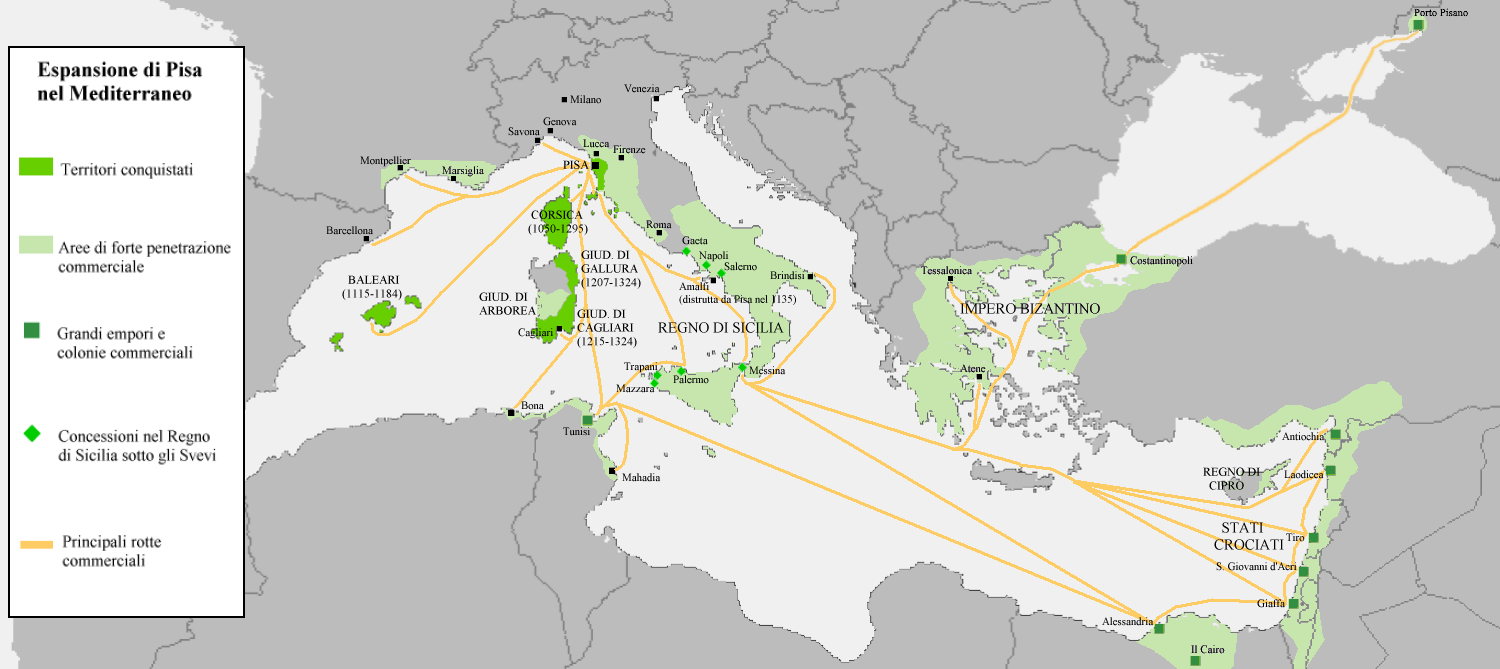
Pisa
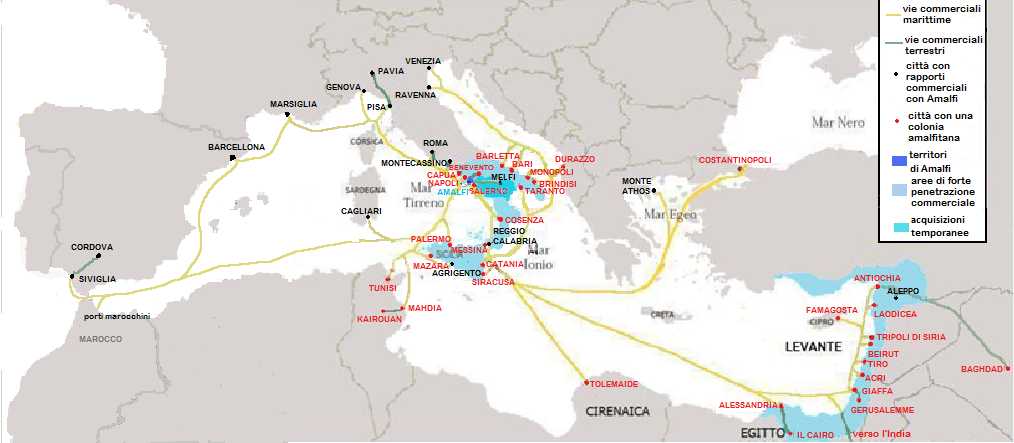
Amalfi
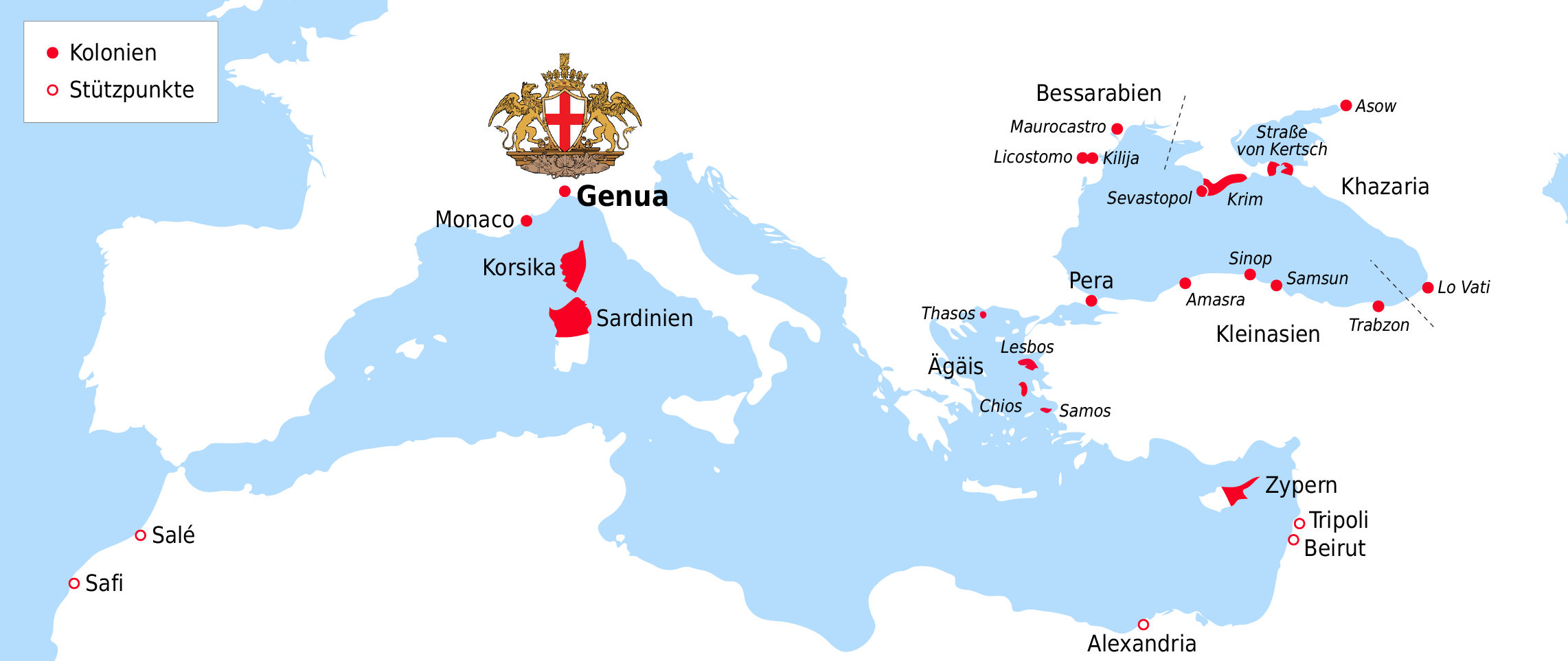
Genua